# Uthra
Uthra (auch Uthrā oder Uthrē, persisch: Reichtum) sind mythische Gestalten der Mandäer. Es sind Geist- und Lichtwesen, die aus dem ersten Leben Mana rubre geboren und geschaffen wurden.
Sie umgeben Mana rubre im Äthermeer und preisen ihn. Sie sind erlöster Erlöser und helfen den Menschen beim Kampf gegen die Dämonen und bei ihrem Aufstieg in die Lichtwelt nach dem Tod.
Zu den Uthra zählen Hibil, Shitil, Anosh und Manda d-Haije.